# Heteronygmia leucogyna
Heteronygmia leucogyna är en fjärilsart som beskrevs av George Francis Hampson 1910. Heteronygmia leucogyna ingår i släktet Heteronygmia och familjen tofsspinnare. Inga underarter finns listade i Catalogue of Life.